# Joan Abarcat i Bosch
Joan Abarcat i Bosch (Tortosa, 25 d'abril de 1863 - Castellar del Vallès, 22 d'agost de 1943) fou un clergue, organista, compositor, mestre de música i escriptor català.
Fill de Josep Abarcat i García i d'Antònia Bosch i Amaré, Joan Abarcat i Bosch cursà els estudis eclesiàstics al Seminari de Tortosa. Al 1889, quan comptava 36 anys d'edat, obtingué el benefici de Sant Josep a l'església parroquial de Sant Esteve de Castellar del Vallès, a la qual fou nomenat organista i mestre de música de la parròquia eclesiàstica. Allà, a més d'exercir com a director de l'Escolania, serà mestre del cor femení de les Filles de Maria.
Mossèn Abarcat fou un compositor prolífer que conreà diversos gèneres musicals. La seva obra sacra, 3 misses, 21 cants a la Verge, 10 trisagis, 7 rosaris, diverses col·leccions de parenostres, avemaries i glòries, 12 motets i cants de comunió, així com 9 cants i himnes, es conserva al fons musical de l'arxiu parroquial de Sant Esteve de Castellar del Vallès. A més de cultivar aquest repertori, va musicar diverses obres, com ara L'hereu Pruna; El lluc de la Llúcia; Qui no té pa, moltes se'n pensa; El 33.333; L'home del sac; A cal jutge; L'arribada del ministre; Càpsules Mauser; Les galtes de Don Pau Llistons; De broma i de veras, i va crear drames i comèdies, com ara els drames en 3 actes Amica de cor i La rialla misteriosa o la comèdia Un dinar de mil dimonis, així com d'altres gèneres escènics, com ara el sainet La Rondalla dels Geperuts o els pastorets Els pastors cantaires de Betlem, obra estrenada al Teatre del Patronat Obrer de Sant Josep el 31 de desembre de 1916. Alguns dels personatges d'Els pastors cantaires de Betlem, com ara Escuat, Llucifer, Xiripiga i Xiribec, es van incorporar a l'argot popular castellarenc després de l'estrena. El nom de dues de les entitats estretament vinculades a la recuperació d'aquesta obra teatral, Colònies i Esplai Xiribec i la Coral Xiribec, són una mostra de la popularitat que adquirí aquesta obra.